# Vierschanzentournee 1973/74
Die 22. Vierschanzentournee 1973/74 fand zwischen dem 30. Dezember 1973 und dem 6. Januar 1974 in den deutschen Orten Oberstdorf und Garmisch-Partenkirchen sowie in den österreichischen Wintersportzentren Innsbruck und Bischofshofen statt. Tourneesieger wurde der DDR-Springer Hans-Georg Aschenbach. Die DDR stellte das erfolgreichste Team, das neben Aschenbach noch vier weitere Springer unter die ersten Zehn brachte. Der gastgebende deutsche Skiverband hatte mit Alfred Grosche (7.) einen Aktiven in den Top 10, während die Österreicher leer ausgingen.

## Nominierte Athleten
- Olympiasieger 1972: Normalschanze Yukio Kasaya (JPN); Großschanze Wojciech Fortuna (POL)

Die Tournee war die erste große Standortbestimmung vor den Nordischen Skiweltmeisterschaften, die im Februar 1974 im schwedischen Falun stattfanden. Daher nahmen alle führenden Skisprungnationen teil und insgesamt kamen 99 Springer zum Einsatz. Zu den Favoriten waren an erster Stelle die Springer aus der DDR zu zählen. Mit Rainer Schmidt stand der Vorjahrestourneesieger, mit Hans-Georg Aschenbach der amtierende Skiflugweltmeister von 1973 und Vorjahreszweite im Aufgebot. Hinzu kamen mit Dietrich Kampf und Heinz Wosipiwo weitere leistungsstarke Springer. Auch die tschechoslowakische Mannschaft mit den Altmeistern Raska und Matous sowie Rudolf Höhnl war zum Favoritenkreis zu zählen. Des Weiteren waren die Schweizer Schmid und Steiner und die sowjetische Mannschaft um den erfahrenen Gari Napalkow zu beachten. Bei den Japanern hatte der Rücktritt von Olympiasieger Kasaya eine große Lücke hinterlassen, allerdings hatte man mit dem Olympiazweiten Konno noch einen ernst zu nehmenden Springer mit an Bord. Sorgen gab es hingegen bei den großen Skisprungnationen wie Norwegen, Finnland, aber auch Österreich. Nachdem der letzte norwegische Tourneesieger Ingolf Mork 1972 seine Karriere beendet hatte, war kein neuer Wirkola in Sicht. Die Finnen versuchten, jungen Springern Erfahrungen zu ermöglichen, mit Tauno Käyhkö hatte man zumindest einen Spitzenspringer an Bord. Die Österreicher um Altmeister Reinhold Bachler suchten bei der Tournee schon seit Jahren nach Erfolgserlebnissen. Um eine neue Springergeneration aufzubauen, feierte in Garmisch der damals erst 15-jährige Toni Innauer sein Tourneedebüt.
| Nation             | Athleten |
| ------------------ | --- |
| BR Deutschland     | Alfred Grosche, Ernst Wursthorn, Bernd Zapf, Klaus Boll, Toni Angerer, Rudi Tusch, Sepp Schwinghammer, Peter Dubb                                      |
| DDR                | Henry Glaß, Rainer Schmidt, Heinz Wosipiwo, Hans-Georg Aschenbach, Dietrich Kampf, Bernd Eckstein, Jochen Danneberg, Dietmar Aschenbach                |
| Österreich         | Reinhold Bachler, Walter Schwabl, Rudi Wanner, Willi Pürstl, Hans Wallner, Hans Millonig, Sepp Gratzer, Toni Innauer, Walter Habersatter, Karl Schnabl |
| Bulgarien          | Georgi Lasev, Tascho Sterev, Georgi Geliov, Ivan Schopov                                                                                               |
| Finnland           | Kari Ylianttila, Esko Rautionaho, Jouko Törmänen, Tauno Käyhkö                                                                                         |
| Frankreich         | Gilbert Poirot, Jacques Gaillard, Yvan Richard, James Yerrly, Jean François Jacoberger                                                                 |
| Italien            | Ermis Bontempelli, Lido Tomasi, Sandro Dalle Ave, Maurizio Duennhofer                                                                                  |
| Japan              | Hisayoshi Sawada, Akitsugu Konno, Kazuhiro Akimoto, Takao Itō, Hiroshi Itagaki, Masakatsu Asari, Yūji Katsuro                                          |
| Jugoslawien        | Peter Štefančič, Janez Jurman, Marian Prelovsek, Branko Dolhar, Danilo Pudgar, Marjan Mesec                                                            |
| Kanada             | Peter Wilson, Tom Reaper, Richard Graves, Knut Nordle, Richard Grady                                                                                   |
| Norwegen           | Odd Grette, Johan Sætre, Bjarne Næs, Arnfinn Henden |
| Polen              | Tadeusz Pawlusiak, Adam Krzysztofiak, Wojciech Fortuna, Czesław Janik, Stanisław Bobak                                                                 |
| Schweden           | Rolf Nordgren, Christer Karlsson, Anders Lundqvist, Thomas Lundgren, Lennart Elimä                                                                     |
| Schweiz            | Hans Schmid, Walter Steiner, Ernst von Grünigen, Josef Bonetti, Sepp Zehnder, Eric Aubert                                                              |
| Sowjetunion        | Juri Kalinin, Wladimir Frolov, Gari Napalkow, Alexander Karapusow, Wladimir Napylow, Sergei Botschkow                                                  |
| Tschechoslowakei   | Jiří Raška, Leoš Škoda, Rudolf Höhnl, Jaromír Liďák, Josef Matouš, Karel Kodejška,                                                                     |
| Vereinigte Staaten | Jerry Martin, Ron Steele, Arne Haugen, Jay Rand, Greg Windsperger, Jeff Wright                                                                         |

## Oberstdorf
- Datum: 30. Dezember 1973
- Land:  BR Deutschland
- Schanze: Schattenbergschanze
- Zuschauer: 10.000

Mit einem Paukenschlag begann bei strahlendem Sonnenschein das Auftaktspringen. Mitfavorit Hans-Georg Aschenbach aus der DDR gewann mit dem bis dahin größten, je bei einem Tourneespringen erreichten Vorsprung von über 20 Punkten souverän vor seinem Mannschaftskollegen Heinz Wosipiwo und dem Schweizer Hans Schmid. Dabei sprang Aschenbach im ersten Durchgang neuen Schanzenrekord von 110 m. Dies bewog die Jury dazu, den Anlauf im zweiten Durchgang um zwei Meter zu verkürzen. Dadurch sprangen nun alle Springer im Schnitt mindestens zehn Meter kürzer. Dennoch erreichte Aschenbach mit 99 m auch im zweiten Durchgang die höchste Weite, was zum ungefährdeten Sieg führte. Die zweithöchste Tagesweite von 108 m erzielte Mannschaftskollege Dietrich Kampf, er konnte sie allerdings im Auslauf nicht stehen. Mit einem 94-m-Sprung kämpfte er sich aber noch von Platz 58 auf Platz 22 vor. Etwas überraschend kamen mit Rautionaho und Ylianttila zwei Finnen unter den ersten Zehn ein. Auch der siebente Platz von Alfred Grosche von der bundesdeutschen Mannschaft zählte zu den positiven Überraschungen. Am Rande des Springens führte Werner Herzog Dreharbeiten für seinen Dokumentarfilm Die große Ekstase des Bildschnitzers Steiner durch. Darin wird auch darauf eingegangen, dass Walter Steiner mit einer erst zwei Wochen zuvor erlittenen Verletzung an den Start ging.
| Pos. | Springer              | Land           | Punkte |
| 01   | Hans-Georg Aschenbach | DDR            | 245,1  |
| 02   | Heinz Wosipiwo        | DDR            | 225,0  |
| 03   | Hans Schmid           | Schweiz        | 222,8  |
| 04   | Esko Rautionaho       | Finnland       | 221,3  |
| 05   | Juri Kalinin          | Sowjetunion    | 218,9  |
| 06   | Kari Ylianttila       | Finnland       | 217,8  |
| 07   | Alfred Grosche        | BR Deutschland | 217,3  |
| 08   | Stanisław Pawlusiak   | Polen          | 211,8  |
| 09   | Jochen Danneberg      | DDR            | 210,5  |
| 10   | Hisayoshi Sawada      | Japan          | 210,4  |

## Garmisch-Partenkirchen
- Datum: 1. Januar 1974
- Land:  BR Deutschland
- Schanze: Große Olympiaschanze
- Zuschauer:25.000

Das Neujahrsspringen war von zwei Protagonisten geprägt, dem Schweizer Walter Steiner und dem Oberstdorf-Sieger Hans-Georg Aschenbach aus der DDR. Beide sprangen vor allem stilistisch in einer eigenen Liga, wobei der Schweizer am Ende mit 1,5 Punkten Vorsprung das Springen für sich entschied. Fast noch spannender war allerdings das Ringen um den dritten Platz. Am Ende lagen zwischen Platz drei und zehn nur etwas mehr als drei Punkte und der nach dem ersten Durchgang noch Zehntplatzierte Dietrich Kampf fing mit der Tageshöchstweite von 95,5 m den Schweizer Schmid noch ab. Mit hauchdünnen 0,2 Punkten Vorsprung belegte Kampf den dritten Platz. Das starke Auftreten der DDR-Mannschaft wurde noch durch die Plätze fünf, sechs und neun komplettiert. Auch Alfred Grosche konnte mit einem starken achten Platz erneut überzeugen. Sein Tourneedebüt gab der erst 15-jährige Österreicher Toni Innauer. In der Gesamtwertung baute Aschenbach seine Führung aus, dahinter lagen fast gleichauf die zwei starken Schweizer Vertreter Schmid und Steiner. Alfred Grosche belegte zur Halbzeit einen respektablen fünften Platz.
| Zwischenstand nach 2 Springen | Zwischenstand nach 2 Springen | Zwischenstand nach 2 Springen |
| Pos.                          | Springer                      | Punkte                        |
| ----------------------------- | ----------------------------- | ----------------------------- |
| 01.                           | Aschenbach                    | 484,5                         |
| 02.                           | Schmid                        | 450,5                         |
| 03.                           | Steiner                       | 449,0                         |
| 04.                           | Wosipiwo                      | 444,9                         |
| 05.                           | Grosche                       | 442,5                         |
| 06.                           | Danneberg                     | 435,3                         |

| Pos. | Springer              | Land           | Punkte |
| 01   | Walter Steiner        | Schweiz        | 240,9  |
| 02   | Hans-Georg Aschenbach | DDR            | 239,4  |
| 03   | Dietrich Kampf        | DDR            | 227,9  |
| 04   | Hans Schmid           | Schweiz        | 227,7  |
| 05   | Henry Glaß            | DDR            | 227,3  |
| 06   | Bernd Eckstein        | DDR            | 226,7  |
| 07   | Tauno Käyhkö          | Finnland       | 226,3  |
| 08   | Alfred Grosche        | BR Deutschland | 225,2  |
| 09   | Jochen Danneberg      | DDR            | 224,8  |
| 10   | Gari Napalkow         | Sowjetunion    | 224,1  |

## Innsbruck
- Datum: 2. Januar 1974
- Land:  Österreich
- Schanze: Bergiselschanze
- Zuschauer:22.468

Vor Rekordkulisse fand das letzte Springen auf der Bergiselschanze statt, bevor sie für die Olympischen Winterspiele 1976 erweitert wurde. Und einmal mehr lebte es vom Duell der DDR-Springer mit den Schweizern Schmid und Steiner. Hans-Georg Aschenbach war dabei wieder das Maß der Dinge und führte bereits nach dem ersten Durchgang trotz geringerer Weite durch seine sehr guten Haltungsnoten von durchgängig 19 Punkten. Diese Leistung konnte er auch im zweiten Durchgang wiederholen. Hans Schmid sprang zwar in jedem Durchgang einen Meter weiter als Aschenbach, verlor aber durch die schlechteren Haltungsnoten letztlich 6,7 Punkte auf den Thüringer. Erstmals zeigten auch die Tschechoslowaken mit Rudolf Höhnl auf Platz sechs und die Österreicher mit Reinhold Bachler auf Platz sieben, dass sie zu guten Leistungen in der Lage waren. In der Gesamtwertung bot sich auf den vorderen drei Plätzen das gewohnte Bild. Mit einem elften Platz in Innsbruck rückte Alfred Grosche zwischenzeitlich sogar auf den vierten Platz der Gesamtwertung vor.
| Pos. | Springer   | Punkte |
| ---- | ---------- | ------ |
| 01.  | Aschenbach | 735,8  |
| 02.  | Schmid     | 695,1  |
| 03.  | Steiner    | 691,9  |
| 04.  | Grosche    | 673,6  |
| 05.  | Eckstein   | 672,6  |
| 06.  | Glaß       | 666,6  |

| Pos. | Springer              | Land             | Punkte |
| 01   | Hans-Georg Aschenbach | DDR              | 251,3  |
| 02   | Hans Schmid           | Schweiz          | 244,6  |
| 03   | Walter Steiner        | Schweiz          | 242,9  |
| 04   | Henry Glaß            | DDR              | 240,5  |
| 05   | Bernd Eckstein        | DDR              | 239,2  |
| 06   | Rudolf Höhnl          | Tschechoslowakei | 236,6  |
| 07   | Reinhold Bachler      | Österreich       | 236,0  |
| 08   | Juri Kalinin          | Sowjetunion      | 235,7  |
| 09   | Dietrich Kampf        | DDR              | 235,6  |
| 10   | Stanisław Pawlusiak   | Polen            | 234,5  |

## Bischofshofen
- Datum: 5. Januar 1974
- Land:  Österreich
- Schanze: Paul-Außerleitner-Schanze

Vor dem letzten Springen war der Tourneesieg an sich schon vergeben, viele erwarteten daher eher Sicherheitssprünge des führenden Hans-Georg Aschenbach. Letztlich war es aber dennoch eine spannende Konkurrenz, die von einem neuen Schanzenrekord gekrönt wurde. Mann des Tages war aber diesmal Aschenbachs Mannschaftskollege Bernd Eckstein, der im ersten Durchgang mit 106 m den neun Jahre alten Schanzenrekord von Dalibor Moteljek um 1,5 m übertraf. Nur der Schweizer Walter Steiner, bis dahin Gesamtdritter, konnte mit 103,5 bei schlechteren Haltungsnoten einigermaßen folgen. Die Dominanz der DDR-Springer zeigte sich derart, dass der vier nach dem ersten Durchgang unter den besten Fünf zu finden waren. Nachdem für den zweiten Durchgang der Anlauf um zwei Meter verkürzt wurde, konnte der Schweizer Walter Steiner mit 100 Metern noch mal Boden gut machen, am Ende reichte es aber nur für Rang zwei hinter Eckstein. Hans-Georg Aschenbach kam durch 100,5 m im zweiten Durchgang knapp dahinter noch Platz drei ein. Erstmals zeigte sich mit Odd Grette auch ein Norweger in den Top Ten, Altmeister Gari Napalkow erreichte auch nochmal eine Top-Ten-Platzierung. Mit Platz 14 war der Youngster Toni Innauer bester Österreicher. Durch den Tagessieg Ecksteins und den zehnten Platz des bis dahin gesamtzweiten Hans Schmid wurde auch die Gesamtwertung noch einmal gehörig durchgewirbelt.
| Pos. | Springer              | Land        | Punkte |
| 01   | Bernd Eckstein        | DDR         | 237,4  |
| 02   | Walter Steiner        | Schweiz     | 235,7  |
| 03   | Hans-Georg Aschenbach | DDR         | 235,0  |
| 04   | Dietrich Kampf        | DDR         | 230,0  |
| 05   | Henry Glaß            | DDR         | 227,3  |
| 06   | Odd Grette            | Norwegen    | 223,7  |
| 07   | Gari Napalkow         | Sowjetunion | 221,7  |
| 08   | Hiroshi Itagaki       | Japan       | 219,3  |
| 09   | Heinz Wosipiwo        | DDR         | 218,5  |
| 10   | Hans Schmid           | Schweiz     | 214,7  |

## Gesamtstand

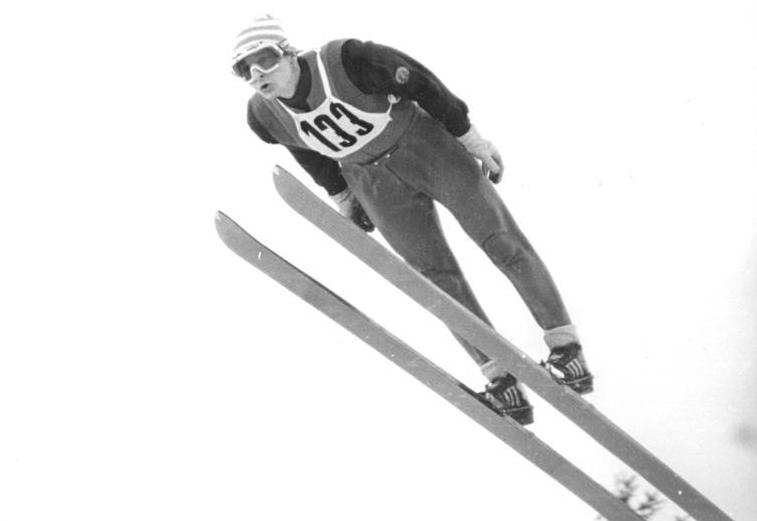
Hans-Georg Aschenbach

Mit dem bis dahin zweithöchsten Vorsprung von 43 Punkten gewann Hans-Georg Aschenbach souverän die Tournee, wobei er den Grundstein schon beim Auftaktspringen in Oberstdorf legte. Tragischer Held wurde der Schweizer Hans Schmid, der als einziger Springer neben Aschenbach immer in den Top Ten landete. Dennoch zog Bernd Eckstein durch seinen Tagessieg in Bischofshofen noch an Schmid mit hauchdünnen 0,5 Punkten vorbei und verwies den Eidgenossen auf den undankbaren vierten Platz. Henry Glaß und Dietrich Kampf hatten an ihrem verpatzten Auftakt in Oberstdorf zu knabbern, ansonsten hätten sie zumindest um den dritten Platz mitgekämpft. Überragende Mannschaft war die DDR-Vertretung unter Trainer Dieter Neuendorf, die es schaffte, wie im Vorjahr 5 Springer in die Top Ten der Gesamtwertung zu bringen. Dabei ging es fast unter, dass der Vorjahressieger Rainer Schmidt nur den 18. Platz der Gesamtwertung belegte. Mit den zwei Schweizern Schmid und Steiner waren aber zwei ebenbürtige Konkurrenten angetreten, die den DDR-Springern Paroli bieten konnten. Alfred Grosche vertrat die bundesdeutschen Farben in den Top Ten, es war gleichzeitig seine beste Tourneeplatzierung. Zu den Enttäuschungen gehörten die Norweger, Österreicher und auch die Tschechoslowaken, die es nicht schafften, einen Springer in den Top Ten unterzubringen. Die bestechende Form Aschenbachs konnte der Thüringer bis zur Nordischen Ski-WM konservieren, in Falun wurde er im Februar 1974 Weltmeister sowohl von der Normal- als auch von der Großschanze.
| Rang | Name                  | Nation         | Gesamt- wertung | Oberst- dorf | Garmisch- Partenk. | Inns- bruck- | Bischofs- hofen |
| ---- | --------------------- | -------------- | --------------- | ------------ | ------------------ | ------------ | --------------- |
| 01   | Hans-Georg Aschenbach | DDR            | 970,5           | 245,1 / 01.  | 239,4 / 02.        | 251,3 / 01.  | 235,0 / 03.     |
| 02   | Walter Steiner        | Schweiz        | 927,5           | 208,1 / 14.  | 240,9 / 01.        | 242,9 / 03.  | 235,7 / 02.     |
| 03   | Bernd Eckstein        | DDR            | 910,0           | 206,7 / 16.  | 226,7 / 06.        | 239,2 / 05.  | 237,4 / 01.     |
| 04   | Hans Schmid           | Schweiz        | 909,5           | 222,8 / 03.  | 227,7 / 04.        | 244,6 / 02.  | 214,7 / 10.     |
| 05   | Henry Glaß            | DDR            | 893,9           | 198,8 / 25.  | 227,3 / 05.        | 240,5 / 04.  | 227,3 / 05.     |
| 06   | Dietrich Kampf        | DDR            | 893,3           | 199,8 / 22.  | 227,9 / 03.        | 235,6 / 09.  | 230,0 / 04.     |
| 07   | Alfred Grosche        | BR Deutschland | 880,5           | 217,3 / 07.  | 225,2 / 08.        | 231,1 / 11.  | 206,9 / 19.     |
| 08   | Heinz Wosipiwo        | DDR            | 876,8           | 225,0 / 02.  | 219,9 / 16.        | 213,4 / 28.  | 218,5 / 09.     |
| 09   | Hiroshi Itagaki       | Japan          | 869,5           | 210,4 / 10.  | 218,7 / 18.        | 221,4 / 17.  | 219,3 / 08.     |
| 10   | Esko Rautionaho       | Finnland       | 868,0           | 221,3 / 04.  | 213,7 / 27.        | 224,7 / 14.  | 208,3 / 15.     |